# Elvis Afrifa
Elvis Afrifa, né le 30 novembre 1997, est un athlète néerlandais spécialiste des épreuves de sprint.

## Biographie
Il remporte la médaille d'argent du relais 4 × 100 m lors des championnats d'Europe 2024 à Rome, en compagnie de Taymir Burnet, Nsikak Ekpo et Xavi Mo-Ajok.

## Palmarès
| Date | Compétition           | Lieu   | Résultat | Epreuve   | Temps   |
| ---- | --------------------- | ------ | -------- | --------- | ------- |
| 2022 | Championnats d'Europe | Munich | 4e       | 4 × 100 m | 38 s 25 |
| 2024 | Championnats d'Europe | Rome   | 2e       | 4 × 100 m | 38 s 46 |

## Records
| Épreuve | Performance | Lieu    | Date         |
| ------- | ----------- | ------- | ------------ |
| 100 m   | 10 s 18     | Hengelo | 28 juin 2024 |